# Lijst van rijksmonumenten in Lonneker
De plaats Lonneker telt 24 inschrijvingen in het rijksmonumentenregister.
| Object                                                                                           | Oorspronkelijke functie?  | Bouwjaar          | Architect     | Locatie                        | Coördinaten?                  | Nr.?   | Afbeelding                                                                                       |
| ------------------------------------------------------------------------------------------------ | ------------------------- | ----------------- | ------------- | ------------------------------ | ----------------------------- | ------ | ------------------------------------------------------------------------------------------------ |
| Lonneker Molen                                                                                   | Industrie- en poldermolen | 1851              |               | Lonneker Molenweg tegenover 81 | 52° 14' 57" NB, 6° 55' 19" OL | 15304  | Meer afbeeldingen                                                                                |
| Kuper                                                                                            | Boerderij                 |                   |               | Lossersestraat 277             | 52° 15' 5" NB, 6° 56' 18" OL  | 15305  | Meer afbeeldingen                                                                                |
| Roosker                                                                                          | Boerderij                 | 1774 (gevelsteen) |               | Lossersestraat 170             | 52° 14' 49" NB, 6° 55' 37" OL | 15306  | Roosker                                                                                          |
| Sneller                                                                                          | Boerderij                 |                   |               | Snellenweg 35                  | 52° 15' 28" NB, 6° 53' 33" OL | 15313  | Meer afbeeldingen                                                                                |
| Zwerfsteen op grens marken Deurningen, Berghuizen en Lonneker                                    | Grensafbakening           |                   |               | Zwerfsteen                     | 52° 13' 26" NB, 6° 52' 7" OL  | 46597  | Upload foto                                                                                      |
| Zwerfsteen op het landgoed Zuidbroek; scheiding tussen Lonneker- en Berghuizermarke.             | Grensafbakening           |                   |               | Landgoed Zuidbroek             | 52° 16' 59" NB, 6° 55' 56" OL | 46598  | Upload foto                                                                                      |
| Zwerfkei als scheiding tussen de marken Berghuizen, De Lutte en Lonneker                         | Grensafbakening           |                   |               | Zwerfkei                       | 52° 16' 58" NB, 6° 56' 31" OL | 46599  | Upload foto                                                                                      |
| Zwerfsteen in weide tegen wal; scheiding tussen Lutter- en Lonnekermarke                         | Grensafbakening           |                   |               | Zwerfkei tegen wal             | 52° 16' 53" NB, 6° 56' 36" OL | 46600  | Upload foto                                                                                      |
| Zwerfsteen in wegberm einde Haagsebosweg; scheiding Lutter- en Lonnekermarke                     | Grensafbakening           |                   |               | Zwerfsteen in wegberm          | 52° 16' 41" NB, 6° 57' 5" OL  | 46601  | Zwerfsteen in wegberm einde Haagsebosweg; scheiding Lutter- en Lonnekermarke                     |
| Zwerfsteen; scheiding Lutter- en Lonnekermarke                                                   | Grensafbakening           |                   |               | Oldenzaalse veen               | 52° 16' 19" NB, 6° 57' 40" OL | 46602  | Zwerfsteen; scheiding Lutter- en Lonnekermarke                                                   |
| Zwerfsteen aan voet van driestammige berk; scheiding tussen Lutter-, Losser- en Lonnekermarke    | Grensafbakening           |                   |               | aan voet driestammige eik      | 52° 15' 42" NB, 6° 57' 45" OL | 46603  | Zwerfsteen aan voet van driestammige berk; scheiding tussen Lutter-, Losser- en Lonnekermarke    |
| Zwerfsteen in wegberm Penningskotten en Strookappeweg; scheiding tussen Losser- en Lonnekermarke | Grensafbakening           |                   |               | Zwerfsteen in wegberm          | 52° 15' 4" NB, 6° 58' 0" OL   | 46604  | Zwerfsteen in wegberm Penningskotten en Strookappeweg; scheiding tussen Losser- en Lonnekermarke |
| Het Oldenzaalse Veen: dienstwoning annex koetshuis                                               | Dienstwoning              | 1890              |               | Lossersestraat 501             | 52° 15' 51" NB, 6° 57' 47" OL | 510549 | Het Oldenzaalse Veen: dienstwoning annex koetshuis                                               |
| Houten schuur op plint onder met oud hollandse pannen gedekt zadeldak met windveren              | Boerderij                 | 1890              |               | Lossersestraat 501             | 52° 15' 50" NB, 6° 57' 50" OL | 510550 | Upload foto                                                                                      |
| Octogonale houten theekoepel op houten podium, onder octogonaal met riet gedekt kegeldak         | Theekoepel                | 1890              |               | Lossersestraat 499             | 52° 15' 47" NB, 6° 58' 1" OL  | 510551 | Octogonale houten theekoepel op houten podium, onder octogonaal met riet gedekt kegeldak         |
| Boerderijcomplex: boerderij                                                                      | Boerderij                 | 1880              |               | Lossersestraat 235             | 52° 14' 59" NB, 6° 56' 2" OL  | 510553 | Upload foto                                                                                      |
| Boerderijcomplex: stal                                                                           | Boerderij                 | 1931              |               | Lossersestraat 235             | 52° 14' 59" NB, 6° 56' 2" OL  | 510554 | Upload foto                                                                                      |
| Boerderijcomplex: schuur                                                                         | Boerderij                 | 1931              |               | Lossersestraat 235             | 52° 14' 59" NB, 6° 56' 2" OL  | 510555 | Upload foto                                                                                      |
| Stokhorst: landhuis                                                                              | Kasteel, buitenplaats     | 1912-1916         | De Bazel      | Oldenzaalsestraat 500          | 52° 14' 11" NB, 6° 54' 49" OL | 510574 | Meer afbeeldingen                                                                                |
| Stokhorst: tuinmans/chauffeurswoning                                                             | Bijgebouwen kastelen enz. | 1912-1916         |               | Oldenzaalsestraat 510          | 52° 14' 16" NB, 6° 54' 48" OL | 510575 | Upload foto                                                                                      |
| Stokhorst: tuin                                                                                  | Tuin, park en plantsoen   | 1913-1917         | D.F. Tersteeg | Oldenzaalsestraat 510          | 52° 14' 11" NB, 6° 54' 46" OL | 510576 | Upload foto                                                                                      |
| Blok van drie arbeiderswoningen                                                                  | Woonhuis                  | 1899              | H. Meijerink  | Nieuwedijk 104                 | 52° 15' 18" NB, 6° 54' 50" OL | 510601 | Upload foto                                                                                      |
| Hof Espelo                                                                                       | Kasteel, buitenplaats     | 1927              |               | Weerseloseweg 255              | 52° 15' 19" NB, 6° 52' 30" OL | 510602 | Meer afbeeldingen                                                                                |
| Welna                                                                                            | Kasteel, buitenplaats     | 1906              |               | Oldenzaalsestraat 455          | 52° 14' 15" NB, 6° 54' 40" OL | 510607 | Welna                                                                                            |